# Basil Hume
Basil Hume, född 2 mars 1923 i Newcastle-upon-Tyne, England, död 17 juni 1999 i London, var en brittisk kardinal. Han var ärkebiskop av Westminster från 1976 till 1999.